# Sympotomus porteri
Sympotomus porteri is een vliesvleugelig insect uit de familie Pteromalidae. De wetenschappelijke naam is voor het eerst geldig gepubliceerd in 1923 door Brèthes.